# Phymactis clematis
Phymactis clematis is een zeeanemonensoort uit de familie Actiniidae.
Phymactis clematis is voor het eerst wetenschappelijk beschreven door Drayton in Dana in 1846.